# Carlos Curbelo
Carlos Luis Curbelo, född 1 mars 1980 i Miami, Florida, är en amerikansk republikansk politiker.
Curbelo är ledamot av USA:s representanthus sedan 2015.
Curbelo utexaminerades 2002 från University of Miami. Därefter fortsatte han sina studier vid University of Miami, där han avlade magisterexamen 2011. Han var tidigare medlem i Miami-Dade County Public Schools styrelse.
Curbelo besegrade sittande kongressledamoten Joe García i mellanårsvalet i USA 2014.
Curbelo anses vara en moderat republikan. Enligt McClatchy, "Curbelo har brutit led med sitt parti för att ensamt stå på högprofilerade ämnen allt från abort och kvinnors hälsa till klimatförändringar, miljön, invandring och statliga utgifter."
Enligt Five ThirtyEight, som spårar kongressens röster, har han röstat med president Trumps positioner 83 procent av tiden.